# Саверей, Рулант
Рулант Саверей Младший, или Рулант Мертенс Саверей (нидерл. Roelant Savery, Roeland(t) Maertensz Saverij; 1576, Кортрейк — 25 февраля 1639, Утрехт) — голландский рисовальщик, живописец и гравёр, мастер офорта, «Золотого века голландской живописи». Много путешествовал, работал в Амстердаме, Утрехте, Вене, в Праге при дворе императора Рудольфа II. Писал пейзажи с мифологическими сценами, портреты, картины бытового жанра с сельскими сценками, натюрморты с цветами, но главным образом писал животных и птиц.

## Семья художников Саверей
Члены семьи Саверей работали в разных городах Европы. Старший брат Руланта, Якоб Саверей Первый, или Старший (1566—1603), был опытным живописцем и гравёром. Сын Якоба Саверея Первого — живописец Якоб Саверей Второй (ок. 1593-?), другой сын — рисовальщик и гравёр Саломон Саверей (1594 — после 1665). Сын Саломона — Якоб Саверей Третий (1617 — ок. 1666) также был рисовальщиком и гравёром. Художниками были и многие другие потомки этой семьи. Племянником Руланта Саверея был известный живописец Гиллис Клас де Хондекутер.

## Биография
Рулант Саверей родился в Кортрейке (провинция Западная Фландрия) в семье Мартена Жакса Саверея (? —1601) и Кателины ван дер Бек (? —1586). Как и многие другие художники, он принадлежал к семье протестантов-анабаптистов, которая бежала на север из оккупированных испанцами Южных Нидерландов, когда Руланту было около четырёх лет, и около 1585 года поселилась в Харлеме. Живописи Руланта обучали его старший брат Якоб Саверей и живописец Ханс Бол.
После учёбы Саверей около 1604 года отправился в Прагу, где стал придворным художником императора Рудольфа II (1576—1612), и наследовавшего ему императора Матиаса (1612—1619). Рулант вместе с другими иностранными художниками вошёл в круг «пражских рудольфинцев», центр интернационального маньеристского искусства.
Рулант Саверей увлекался ботаникой. Между 1606 и 1608 годами он, сопровождая Рудольфа II, отправился в Тироль и немецкую Швейцарию для изучения местных растений. Он пробыл в Тироле два года. С 1614 по 1615 и с 1616 по 1618 год он снова жил в Амстердаме, а затем окончательно переехал в Утрехт. Там он был принят в Гильдию Святого Луки в 1619 году и добился значительного успеха.
В 1621 году он купил большой дом на улице Ботерстраат в Утрехте. В доме был сад с цветами и растениями. Его частыми гостями были коллеги-художники, такие как Адам Виллартс. При этом Саверей сохранил свой дом в Амстердаме.
Саверей дружил с живописцами, мастерами типично голландского жанра натюрморта с цветами, такими как Балтазар ван дер Аст и Амброзиус Босхарт. В 1620-х годах он был одним из самых успешных художников Утрехта, но затем в его жизни начались проблемы, возможно, связанные с алкоголем. В 1638 году он обанкротился и умер в Утрехте полгода спустя.
Его учениками были Гиллис Клас де Хондекутер, Рулант Рогман, Алларт ван Эвердинген. Он также оказал влияние на других художников, таких как Эсайас ван де Велде, Йоханнес Босхарт или Якоб Маррель.

## Творчество
Вначале Саверей писал пейзажи, в которых обычно изображал северную природу, позднее, после путешествия по Тиролю и немецкой Швейцарии, воспроизводил исключительно горные лесистые местности с водопадами. В свои горные ландшафты он помещал изображения разных зверей и птиц, что давало ему повод называть такие картины «Земным раем», «Ноевым ковчегом», «Орфеем, усмиряющим животных звуками своей лиры».
Картины Руланта Саверея отличаются строгим колоритом и несколько однообразной композицией. Самая большая картина, которую он когда-либо создавал, это натюрморт размером 130 х 80 см (1624), в который включены изображения сорока четырёх видов животных и шестьдесят три вида цветов.
Пейзажи Саверей в основном писал во фламандской традиции Гиллиса ван Конинкслоо, с множеством тщательно выписанных животных и растений, часто в обстановке мифологического или библейского сюжета. Он также написал несколько цветочных натюрмортов; букеты в архитектонических нишах, иногда с ящерицами, такими как «Цветы с двумя ящерицами», насекомыми или опавшими лепестками, считаются его лучшими работами.
Цветочные натюрморты Саверея часто сравнивают с работами Яна Брейгеля Старшего («Цветочного»). Однако Саверей в русле маньеристской эстетики, в отличие от Брейгеля, демонстрирует склонность к причудливому и фантастическому: пристрастие к извилистым линиям, эффектам света и тени, фантастическим пейзажам и растениям. Он изображал «странных» животных, например «косоглазых львов» и «невиданных птиц».
Саверей известен тем, что на многих картинах и рисунках между 1611 и 1628 годами изображал ныне вымершую птицу — дронта; часто упоминается его картина 1626 года, изображающая именно эту птицу. Картина теперь называется «Додо (дронт) Эдвардса» (Edwards' Dodo), поскольку когда-то принадлежала орнитологу Джорджу Эдвардсу, ныне хранится в Музее естественной истории в Лондоне. Это и другие его изображения являются источником многих других иллюстраций этой редкой птицы.
Произведения Саверея находятся во многих музеях, особенно богаты ими Берлинская, Венская, Пражская и Дрезденская галереи. В России работы художника имеются в Санкт-Петербургском Эрмитаже: «Орфей, прельщающий животных своей музыкой», «Тирольский пейзаж», «Скалистый пейзаж со святым Иеронимом», «Мостик в лесу» и другие (всего семь картин), и в Государственном музее изобразительных искусств имени А. С. Пушкина в Москве: «Возвращение блудного сына».

## Галерея
- Пейзаж с птицами. 1628. Дерево, масло. Музей истории искусств, Вена
- Пейзаж с птицами. 1622. Королевский музей изящных искусств, Брюссель
- Пейзаж с Бегством в Египет. 1624. Холст, масло. Национальная галерея искусства, Вашингтон
- Натюрморт из цветов с двумя ящерицами. 1603. Медь, масло. Центральный музей Утрехта
- Пейзаж с молитвой Святого Антония Великого. 1617. Дерево, масло. Центр Гетти, Лос-Анджелес
- Орфей зачаровывает животных своей лирой. 1627. Дерево, масло. Маурицхёйс, Гаага